# Hockey Club de l'aire toulonnaise
 (mars 2024).
Les normes d'accessibilité du Web doivent être respectées sur les articles liés au hockey sur glace.
Les articles possédant ce bandeau sont listés dans la catégorie:Article hockey sur glace non accessible.
Les points d'amélioration suivants sont les cas les plus fréquents :
- Tableaux de données : utiliser les modèles préformatés déjà disponibles ou consulter l'aide ;
- Listes à puces : les listes à puces sont créées grâces aux astérisques. Il ne doit pas y avoir de ligne vide entre deux astérisques ;
- Langue : tout changement de langue doit être signalé grâce au modèle {{langue}} ou au paramètrelangue=quand le modèle {{Lien web}} est utilisé dans les références ;
- Alternative textuelle : toute image doit être accompagnée d'une description sommaire (à ne pas confondre avec la légende).

Voir aussi Wikipédia:Atelier accessibilité/Bonnes pratiques.
Nota : ce bandeau ne concerne pas les problèmes d'accessibilité dus aux modèles utilisés.
Pour les articles homonymes, voir Les Boucaniers.
Le Hockey Club de l'aire toulonnaise est un club français de hockey sur glace évoluant en Division 3 (quatrième échelon au niveau national). Le club est appelé les Boucaniers de Toulon et est situé à Toulon, mais évoluant à La Garde dans le département du Var. Après avoir passé ses cinq dernières saisons au sein de la division inférieure, le club a accédé de nouveau en 2010 en Division 2. Les Boucaniers de Toulon sont entraînés par Richard Brodeur sous la présidence de Isabelle Autard (par intérim) et évoluent dans la patinoire de La Garde (1600 places). Les Boucaniers de Toulon demeurent à ce jour la seule équipe dans le département du Var. En juillet 2013, le club, en cessation de paiement, n'est pas validé en Division 2 et est obligé de redescendre en Division 3.

## Historique

### Les débuts
Les Boucaniers de Toulon sont créés en 1985 mais n'intègre le championnat de France de hockey sur glace que deux ans après, durant la saison 1987-1988. L'équipe débute ainsi au plus bas de l'échelle en division 3, terminant quatrième sur six de la zone sud. La saison suivante, le club connaît sa première montée en terminant 3e lors du carré finale derrière les Galaxians d'Amnéville, les Chiefs de Garges et les Bélougas de Toulouse. Cependant, l'expérience de la division 2 est de courte durée, se maintenant à la seizième place en 1989, l'équipe termine de la même manière l'année suivante et est rétrogradée en 3e division en 1991.

### Entre montées et descentes
Pendant près de 8 ans, les sudistes vont côtoyer la division 3 de 1991 à 1999. Après une quatrième place au carré final de 1999, l'équipe retrouve la 2e division pour la seconde fois en près de 10 ans. Comme pour sa première montée, les Boucaniers de Toulon n'arrive pas à se maintenir durablement et après cinq saisons et une onzième place au classement sont relégués en 2005.

### Période moderne

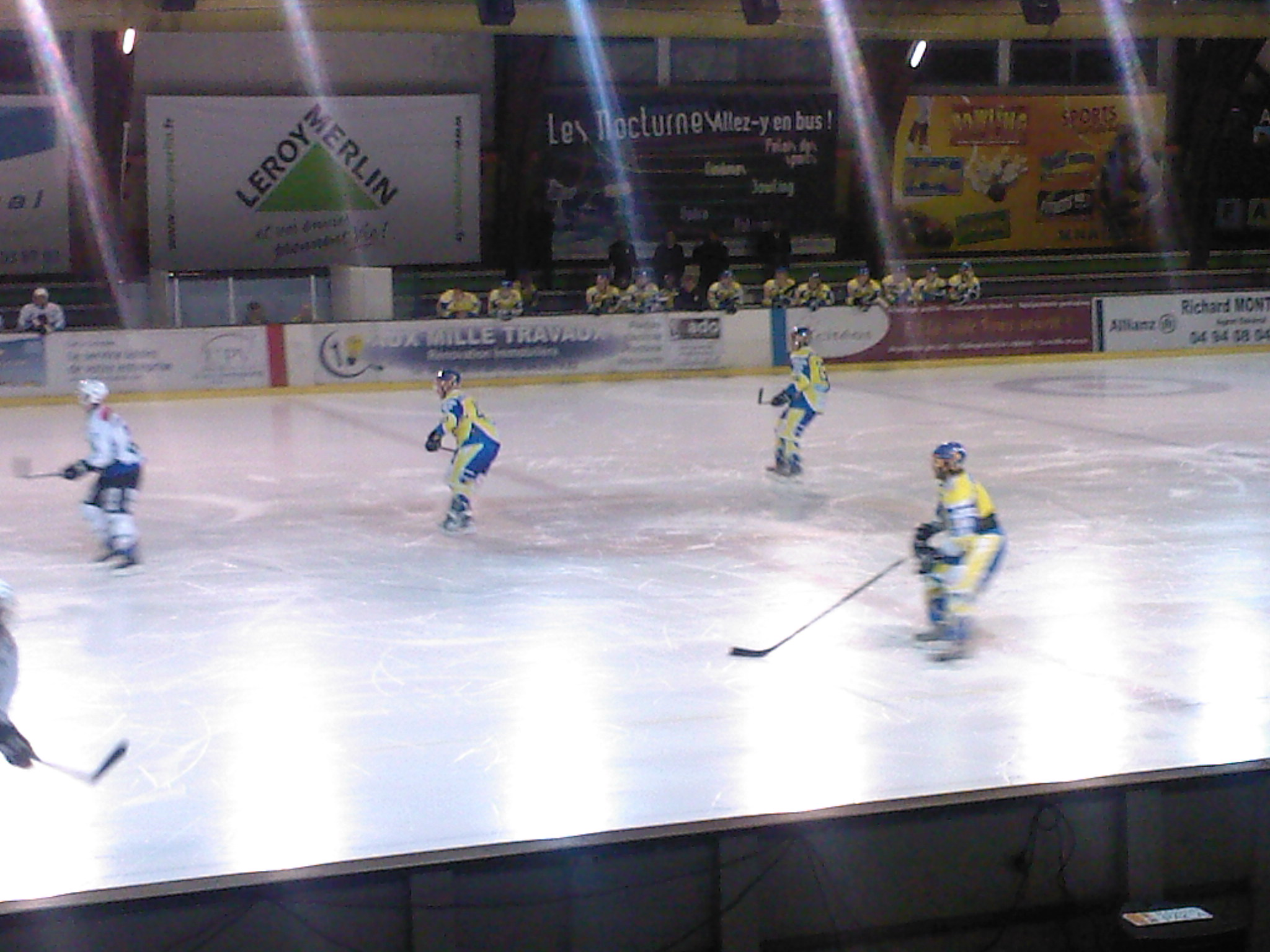
Match opposant Toulon à Val Vanoise du 20 novembre 2010.

Lors de la saison 2009-2010, le club effectue une saison parfaite avec zéro défaite et s'impose comme leader dans son groupe pour accéder au Carré Finale où il effectue de la même manière un sans-faute synonyme d'accession à la Division 2 pour le championnat 2010/2011. Pour la Coupe de France 2010, les Boucaniers de Toulon accède en 1/8e de finale mais sont défaits par l'Hormadi d'Anglet, ce qui reste le plus beau parcours de l'histoire du club en Coupe de France. Pendant la saison régulière de la même année l'équipe réalise un bon championnat et se qualifie pour les play-off. Face au Castors d'Asnières les Boucaniers réalise une bonne performance mais doivent s'incliner lourdement en quart de finale face aux Dogs de Cholet, champion de la phase régulière. Lors de la Coupe de France 2012, l'équipe varoise connait une grosse défaite à domicile face aux Vipers de Montpellier (1-8). Comme l'année précédente, malgré une deuxième place lors de la saison régulière, les Boucaniers s'incline en quart de finale face au futur champion en titre, les Chevaliers du Lac d'Annecy.
L'année 2013 est une saison sportive a rapidement oublié, l'équipe ne gagne seulement que 5 matchs sur les 16 disputés, devenant à plusieurs reprises lanterne du championnat de sa poule. En effet, le climat qui règne au sein des effectifs, ne permet pas au club de jouer dans un environnement des plus serein : difficulté de recrutement, manque de considération des collectivités ne permet pas au club d'avancer sérieusement. Finalement en janvier, après près de quatre ans à la tête des Boucaniers, Pierre Vedel, démissionne de son poste de président, laissant Isabelle Autard prendre l'intérim jusqu'au prochaine élection en mai 2013. Malgré tout, les Varois terminent devant les Élans de Champigny et se qualifie pour les huitièmes de finale. Néanmoins, l'aventure s'arrête logiquement face au leader de la saison régulière de l'autre poule, les Corsaires de Nantes.

### Cessation de paiement
En juillet 2013, le club, en cessation de paiement, n'est pas validé en Division 2 par la FFHG, et est obligé de redescendre en Division 3. Après 26 années à la tête de l'équipe varoise, Richard Brodeur est remplacé par le franco-slovaque Jozef Drzik, qui a évolué six saisons avec les Boucaniers. Le 3 décembre 2013, Antony Chamard, nommé nouveau présidents des Boucaniers, souhaite relancer l'équipe première avec de nouveaux et jeunes joueurs. Les varois terminent la saison régulière à la 6e place du groupe D, ne permettant pas de participer aux play-offs pour le montée en Division 2.

## Palmarès
- Championnat de France Division 3 : 2010

## Résultats saison par saison

### Entraîneurs
| Saisons   | Entraîneurs     | Adjoints | Titres                         |
| --------- | --------------- | -------- | ------------------------------ |
| 1987-2013 | Richard Brodeur |          | Champion de Division 3 en 2010 |
| 2013-2024 | Jozef Držík     |          |                                |
| 2025-     | Jacek Szopinski |          |                                |

### Présidents
| Saisons                         | Présidents              |
| ------------------------------- | ----------------------- |
| 2009-janvier 2013               | Pierre Vedel            |
| janvier 2013-3 décembre 2013    | Isabelle Autard-Barraud |
| 3 décembre 2013-6 décembre 2023 | Antony Chamard          |
| depuis le 6 décembre 2023       | Frederic Foray          |

## Logos

Ancien logo jusqu’en 2008
Nouveau logo depuis 2008